# Pacsa
Pacsa kisváros Zala vármegye Zalaegerszegi járásában, a Pacsai kistérség központja.

## Fekvése
A Zalai-dombságban, ezen belül a Zalaapáti-hát területén fekszik, a Principális-csatorna völgyének keleti peremén. Különálló településrésze Pacsatüttös, a központjától mintegy másfél kilométerre délkeletre.
A közvetlenül határos települések: észak felől Zalaigrice és Szentpéterúr, kelet felől Zalaapáti, délkelet felől Zalaszentmárton, dél felől Dióskál és Felsőrajk, nyugat felől pedig Zalaszentmihály.

### Megközelítése
A településen kelet-nyugati irányban végighalad a 75-ös főút, mely a Balatontól (Keszthelytől) a szlovén határnál fekvő Lenti térségéig vezet, így ez a legfontosabb közúti megközelítési útvonala.
A főúthoz itt csatlakozik Nagykanizsa felől az aránylag nagyobb forgalmú 7527-es út, Esztergályhorváti-Dióskál felől pedig a kisebb jelentőségű 7526-os út torkollik be.
Kapcsolódik hozzá továbbá néhány másik, kisebb forgalmú, a szomszédos településekkel kapcsolatot biztosító mellékút is: a Zalaigricére vezető 73 215-ös, Szentpéterúr főutcája, a 73 212-es, a Zalaszentmártonig húzódó 75 123-as és Pacsatüttös bekötőútja, a 75 124-es.
Autóbuszjáratok kötik össze Nagykanizsával, Zalaegerszeggel és Keszthellyel; továbbá a környező településekről érkező járatok egy része is ide tart.
Vasútvonal nem érinti, bár a Szombathely–Nagykanizsa-vasútvonalnak van Pacsa nevét is a nevében hordozó állomása; Zalaszentmihály-Pacsa vasútállomás azonban a településtől aránylag távol, mintegy 5 kilométerre nyugatra, a másik névadó, Zalaszentmihály belterületének délkeleti szélén. Az állomás Zalaegerszeg és Nagykanizsa felől személyvonatokat, Pécs és Szombathely irányából gyorsvonatokat is fogad.

## Története
Valószínűleg honfoglalás kori település, mert "1256-ban a Csabi nembeli Balasey hadnagy, Gothard, Olivér, Bud és több más várjobbágy Dénes országbíró és zalai ispán Panyit Bánffy de Alsólindva előtt perbe fogták a Pacsa-melléki nemeseket, hogy ők tulajdonképp zalai várjobbágyok. Az ispán azonban megállapította, hogy azok Szent István idejétől fogva mindig nemesek voltak, s ezt azután elismerték a várjobbágyok is." Temploma a 13. századtól működött, és a 14. században további két kápolna épült mellé. Ez jól mutatja Pacsa tekintélyes méreteit, ám mivel a környéken Zalaszabar volt a központi település, mezőváros nem fejlődhetett belőle. 1556-ban a birtokok nagy részére a Chany család tette rá a kezét, azonban 1593-ban a település nagy része a Belowitsokhoz jutott. A 17. században rengetegszer cserélt gazdát, mindazonáltal komoly fejlődést mutatott, többszöri jobbágytelepítéssel lakossága nagyban nőtt. Ekkor honosodott meg a szőlőművelés is Pacsán. Az 1570-es években azonban Pacsa is török kézre került, és ez az 1590-es évekig visszavetette a település fejlődését. Pacsa újratelepedése viszonylag gyors volt, bár a magas adók kis mértékben hátráltatták.
Az 1740-es években szerveződött csak meg az egyház az evangélikusok és katolikusok által lakott településen. Ekkora alakult ki Pacsa vezető szerepe a térségben. Az 1760-as években a jobbágyok többször is előnyös szerződéseket kötöttek a földesurakkal, folyamatosan kedvezőbb feltételeket biztosítva maguk számára. Így a század során folyamatosan gyarapodott a település. 1773-ban azonban egy újabb szerződés született az Esterházy uraság és a jobbágyok között, amely minden, korábban eltörölt terhet előírt a jobbágyok számára. Így az 1870-es évekig mérsékelt volt Pacsa fejlődése. Nagy irányú gyarapodása a Kiegyezés utáni közigazgatási rendszer kiépültének volt köszönhető, illetve a vasút kiépültének. Ekkor Pacsa járásszékhely lett, lakossága nagyban gyarapodott. A századfordulón megindult az iparosodása is. A 20. század elején a település legjelentősebb birtokosai vitéz hertelendi és vindornyalaki Hertelendy József (1889–1933), zalai szolgabíró, megyebizottsági tag, akinek 302 kataszteri holdas földje; valamint annak az apósa, révfalusi Szentmihályi Dezső (1863–1935), a "Zalavármegyei Gazdasági Egyesület" alelnöke, a zalamegyei Függetlenségi és Negyvennyolcas Párt alelnöke, akinek 769 kataszteri holdas földje volt. Hertelendy József és Szentmihályi Margit egyik leánygyermeke gróf sárvár-felsővidéki Széchenyi Zsigmondné hertelendi és vindornyalaki Hertelendy Margit asszony volt.
Az 1920-as évekre már gőzmalom, tégla-, sajt-, vajgyár és fűrésztelep működött Pacsán, de az Esterházy és Festetics majorságok is nagyban hozzájárultak a gazdaság élénkítéséhez. Mindazonáltal a lakosság zöme rossz körülmények között élt, így az elvándorlás is megindult az 1930-as évektől. A gazdasági világválság idején többször zavargások törtek ki Pacsán a földesurak és az iparosok ellen. Ennek egyik országszerte ismertté vált eseménye volt az 1932. február 18-i pacsai sortűz, amikor a rendfenntartók az állami adóvégrehajtó ellen tüntető tömegbe lőttek. Az 1945-ös földosztás átmenetileg orvosolta a helyi problémákat, azonban a termelőeszközök hiánya miatt folytatódott Pacsa hanyatlása. Bár központi jelentősége megmaradt, a megyén belüli jelentősége nagyban csökkent. Csak az 1990-es években történt infrastrukturális beruházások fékezték valamelyest az elvándorlást.
2009. július 1-jén városi rangot kapott.
A városban polgárőrség működik.

## Közélete

### Polgármesterei
- 1990–1994: Csility Antal (független)[7]
- 1994–1998: Nagy Kálmán (IPT-HSP-BKP-FKGP-Fidesz)[8]
- 1998–2002: Nagy Kálmán (FKGP-Fidesz-PIKET-Haladás SE Pacsa)[9]
- 2002–2006: Henczi Zoltán László (független)[10]
- 2006–2010: Henczi Zoltán László (független)[11]
- 2010–2014: Henczi Zoltán László (független)[12]
- 2014–2019: Kelemen Tamás (független)[13]
- 2019–2023: Kelemen Tamás (független)[14]
- 2023–2024: Kelemen Tamás (független)[15]
- 2024– : Kelemen Tamás (független)[1]

A településen 2023. június 11-én időközi polgármester-választást – és képviselő-testületi választást – kellett tartani, mert a képviselő-testület március 14-én feloszlatta önmagát. Kelemen Tamás ismét megnyerte a polgármesteri választást.

## Népesség
A település népességének változása:
| Lakosok száma | 1676 | 1651 | 1630 | 1535 | 1505 | 1534 | 1528 |
|               | 2013 | 2014 | 2015 | 2021 | 2022 | 2023 | 2024 |

A 2011-es népszámlálás idején a nemzetiségi megoszlás a következő volt: magyar 89,4%, cigány 9,37%, német 0,8%. 77,1% római katolikusnak, 0,8% reformátusnak, 7,2% felekezeten kívülinek vallotta magát (13,2% nem nyilatkozott).
2022-ben a lakosság 88,8%-a vallotta magát magyarnak, 2,9% cigánynak, 1,7% németnek, 0,1-0,1% szerbnek, örménynek és románnak, 1,7% egyéb, nem hazai nemzetiségűnek (10,2% nem nyilatkozott; a kettős identitások miatt a végösszeg nagyobb lehet 100%-nál). Vallásuk szerint 52,4% volt római katolikus, 0,9% református, 0,1% evangélikus, 0,1% görög katolikus, 0,1% ortodox, 1% egyéb keresztény, 1,5% egyéb katolikus, 5% felekezeten kívüli (38,7% nem válaszolt).

## Sportélet
Egykor Pacsán működött Magyarország első labdarúgóutánpótlás-kollégiuma.

### Íjászat
Már az 1990-es évektől aktív íjászélet folyik a községben. 2001. május 19-20-án a 3D-s Íjász Európa Kupa magyarországi fordulóját itt Pacsán, a Pacsai-tó környékén tartották. Ebben az évben avatták fel az Euroház2000 egyesület íjászpályáját, amelyen a ZAMÍSZ (Zala Megyei Íjász Szövetség) rendszeresen tart íjászversenyeket és bemutatókat.

## Nevezetességei
- Hegyi kápolna
- Petőfi-szobor (Szent István tér)

## Külső hivatkozások
- Pacsa az utazom.com honlapján